# Голяма награда на Емилия-Романя
Голямата награда на Емилия-Романя е кръг от световния шампионат на ФИА – Формула 1. Провежда се на международната писта „Енцо и Дино Ферари“, по-известна като „Имола“. Пистата носи името на града, в който се намира, а състезанието – на региона, в който е този град.

## История
Пистата се използва от 1953 г. В първоначалната си конфигурация – почти без завои – остава до 1972 г. На трасето се провеждат мотоциклетни състезания.
През 1963 и 1979 г. на „Имола“ се провеждат състезания от Формула 1 извън шампионата. През 1980 г. на същата писта се провежда Голямата награда на Италия, а от 1981 г. до 2006 г. – Голямата награда на Сан Марино.
Голямата награда на Емилия-Романя се появява в календара на Формула 1 през 2020 г., когато пандемията от COVID-19 води до отмяна на редица състезания. Първоначалният план е състезанието да е еднократно, но впоследствие се взема решение да продължи да се провежда. Понастоящем организаторите имат договор за кръг от Формула 1 до 2025 г.
През 2023 г. състезание за Голямата награда на Емилия-Романя не се провежда заради пораженията от продължителни наводнения в региона и обявено извънредно положение.

## Победители
| Година | Пилот          | Конструктор                | Писта | Статистика |
| ------ | -------------- | -------------------------- | ----- | ---------- |
| 2024   | Макс Ферстапен | Ред Бул Рейсинг-Хонда РБПТ | Имола | Статистика |
| 2022   | Макс Ферстапен | Ред Бул Рейсинг-Хонда РБПТ | Имола | Статистика |
| 2021   | Макс Ферстапен | Ред Бул Рейсинг-Хонда РБПТ | Имола | Статистика |